# Tadeusz Lityński

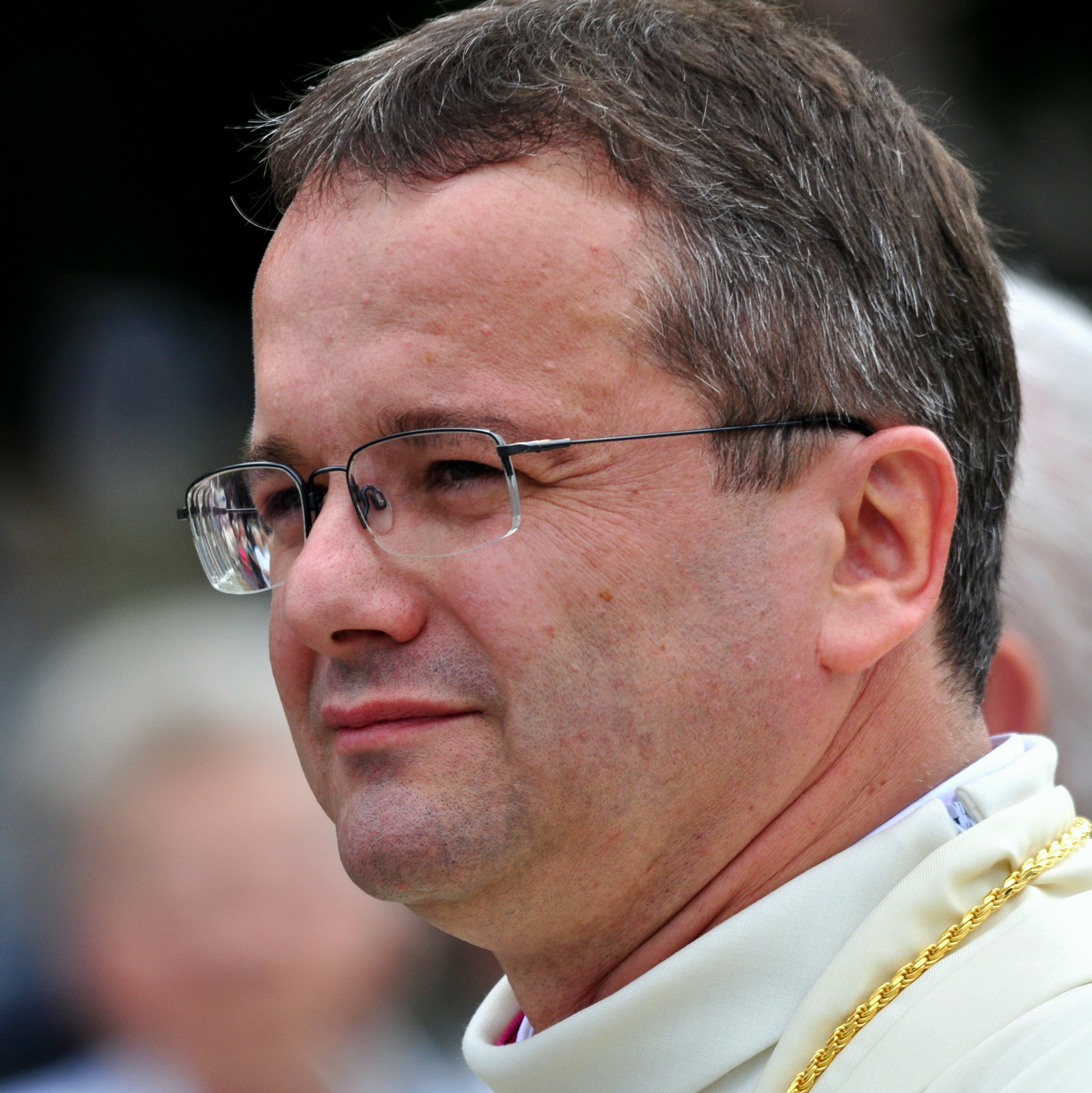
Tadeusz Lityński am Tag seiner Bischofsweihe (2012)

Bischofswappen von Tadeusz Lityński

Tadeusz Lityński (* 14. Juni 1962 in Kożuchów, Woiwodschaft Zielona Góra) ist ein polnischer Geistlicher und römisch-katholischer Bischof von Zielona Góra-Gorzów.

## Leben
Tadeusz Lityński wuchs in der Pfarrei St. Laurentius in Ługi auf. Er besuchte zuerst die Grundschule in Drzonków und später die Technische Schule für Elektronik in Zielona Góra, an der er 1982 das Abitur erlangte. Anschließend studierte er Philosophie und Katholische Theologie am Priesterseminar in Gościkowo-Paradyż. Am 5. Juni 1988 empfing er im Dom St. Marien in Gorzów Wielkopolski durch den Bischof von Gorzów, Józef Michalik, das Sakrament der Priesterweihe für das Bistum Gorzów (ab 1992 Bistum Zielona Góra-Gorzów).
Lityński war nach der Priesterweihe zunächst als Pfarrvikar in den Pfarreien St. Bartholomäus in Ołobok (1988–1990) und Selige Jungfrau Maria, Königin von Polen in Głogów (1990–1993) tätig. Nach weiterführenden Studien erwarb er 1991 an der Katholischen Universität Lublin mit der von Hugolin Langkammer OFM betreuten bibeltheologischen Arbeit Prawda w tradycji Janowej („Wahrheit in der Johannes-Tradition“) einen Magister Theologiae und 1999 an der Katholischen Theologischen Akademie Warschau bei Wojciech Góralski mit der Arbeit Troska ks. Edmunda Nowickiego jako rządcy Kościoła Gorzowskiego o dyscyplinę duchowieństwa w latach 1945–1951 („Die Sorge von Edmund Nowicki als Verwalter der Kirche von Gorzów für die Disziplin des Klerus in den Jahren 1945–1951“) ein Lizenziat im Fach Kanonisches Recht. Von 2000 bis 2006 wirkte er als Pfarrer der Pfarrei Heiligste Dreifaltigkeit in Ochla. Ab 2006 war er Pfarrer der Pfarrei Christkönig in Gorzów Wielkopolski und ab 2011 zudem Bischofsvikar für die Pastoral. Er koordinierte die Renovierung des Kirchturms der Christkönigkirche in Gorzów Wielkopolski und wirkte zusätzlich als Seelsorger für die Arbeiter im Energiebereich. Neben seiner Tätigkeit in der Pfarrseelsorge fungierte Lityński von 1993 bis 2000 als Notar und von 2000 bis 2008 als Ehebandverteidiger am Kirchengericht des Bistums Zielona Góra-Gorzów. Ab 2008 war er dort als Richter tätig. Darüber hinaus gehörte er ab 2008 dem Priesterrat und dem Konsultorenkollegium des Bistums an. Außerdem war er ab 2009 Domherr am Dom St. Marien in Gorzów Wielkopolski. Papst Benedikt XVI. verlieh ihm am 12. Januar 2012 den Ehrentitel Päpstlicher Ehrenkaplan.
Am 28. April 2012 ernannte ihn Papst Benedikt XVI. zum Titularbischof von Cemerinianus und zum Weihbischof in Zielona Góra-Gorzów. Der Apostolische Nuntius in Polen, Erzbischof Celestino Migliore, spendete ihm am 16. Juni desselben Jahres im Dom St. Marien in Gorzów Wielkopolski die Bischofsweihe; Mitkonsekratoren waren der Bischof von Zielona Góra-Gorzów, Stefan Regmunt, und der Erzbischof von Stettin-Cammin, Andrzej Dzięga. Sein Wahlspruch Adveniat regnum tuum („Dein Reich komme“) stammt aus dem Vaterunser (Mt 6,10 ).
Papst Franziskus bestellte ihn am 23. November 2015 zum Bischof von Zielona Góra-Gorzów. Die Amtseinführung fand am 5. Januar des folgenden Jahres statt.
In der Polnischen Bischofskonferenz fungiert Lityński zudem seit 2021 als Vorsitzender der Arbeitsgruppe „Laudato si’“ und seit 2015 als Delegierter für die seelsorgliche Betreuung der Arbeitnehmer in den Bereichen Forstwirtschaft, Wasserwirtschaft und Umweltschutz. Außerdem gehört er dem Rat für rechtliche Angelegenheiten und der Caritaskommission sowie den Arbeitsgruppen für Radio Maryja, für die Beziehungen zur Deutschen Bischofskonferenz und für die seelsorgliche Betreuung der im Ausland lebenden Polen an.

## Wappen
Das linke Feld des Wappens von Tadeusz Lityński zeigt den Buchstaben M, eine Krone und einen Adler, die für die Muttergottes von Rokitno stehen. Die rote Hintergrundfarbe dieses Feldes symbolisiert hierbei die Bereitschaft, den Glauben bis zum Tod zu verteidigen. Im rechten Feld sind ein Bischofsstab als Symbol für den bischöflichen Dienst und ein Buch als Symbol für das Wort Gottes dargestellt. Die goldene Hintergrundfarbe dieses Feldes steht für die Verbundenheit zum Heiligen Stuhl. Im unteren Feld ist ein Lamm als Symbol für Christus zu sehen. Der blaue Hintergrund des unteren Feldes symbolisiert Reinheit und Treue.

## Umgang mit sexualisierter Gewalt an Kindern

### Verhalten im Fall Priester K.
Im Jahr 2016 verlegte er den Angeklagten und später wegen Pädophilie verurteilten Pater Ryszard K. aus der Pfarrei des Heiligen Herzens Jesu in Krzepów in die Pfarrei der Erhöhung des Heiligen Kreuzes in Sulechów.

### Verhalten im Fall Priester R.
Im Jahr 2020 verzögerte er die Einleitung eines Verfahrens gegen seinen Vorgänger wegen der Verschleierung von pädophilen Misshandlungen durch Pater Dr. Andrzej R.